# Coscinoderma sporadense
Coscinoderma sporadense är en svampdjursart som beskrevs av Voultsiadou-Koukoura, van Soest och Koukouras 1991. Coscinoderma sporadense ingår i släktet Coscinoderma och familjen Spongiidae. Inga underarter finns listade i Catalogue of Life.